# Demokratikus Párt
A Demokratikus Párt a második világháború előtti Demokratikus Párt jogfolytonos utódja Bulgáriában. 1989-1994 között a Demokratikus Erők Szövetsége tagszervezete volt, majd 1996-ig önállóan működött, amikor az Egyesült Demokrata Erők választási szövetség tagjává vált, melynek második ereje volt 2009-ig.
Az Európai Néppárt tagja.